# Smutsia
Smutsia is een geslacht van zoogdieren uit de  familie van de schubdieren (Manidae). De wetenschappelijke naam van het geslacht werd in 1865 gepubliceerd door John Edward Gray.

## Soorten
Er worden 2 soorten in dit geslacht geplaatst:
- Smutsia gigantea (Illiger, 1815) - Reuzenschubdier
- Smutsia temminckii (Smuts, 1832) - Temmincks schubdier